# Tony Harrison
Tony Harrison (* 30. dubna 1937, Leeds) je anglický básník, dramatik a překladatel.
Narodil se v poměrně chudé dělnické rodině, s rodným městem a prostředím je také jeho dílo neoddělitelně spjato. Vystudoval na místní univerzitě klasické jazyky a lingvistiku. Z klasických jazyků také překládal, velmi ceněné jsou jeho překlady antického dramatu (Aischylos, Euripides), i Martialových epigramů, které přeložil do newyorského slangu. Působil jako pedagog v Nigérii, na Univerzitě Karlově v Praze i dalších vysokých školách, později nějaký čas žil na Floridě. Jeho nejvýznamnějším dílem je (později zfilmovaná) báseň V. (1985), v níž líčí cestu ke hrobu svých rodičů na hřbitově v Leedsu, který je poškozen graffiti a znečištěn odpadky, v roce 1998 osobně režíroval filmovou verzi své další básně Prometheus, v níž líčí moderní průmyslový svět. Jeho básně jsou především společenskokritické, přímočaré a velmi konkrétní, často v nich používá yorkshireský dialekt i americkou angličtinu, nevyhýbá se v nich otevřeným erotickým pasážím, navazuje v mnohém na anglickou barokní poezii (John Donne). Jeho dílo je velmi ceněno, bývá srovnáván dokonce se Seamusem Heaneym někdy je ale také kritizováno jako příliš levicové. V češtině byl v roce 1986 vydán výbor z jeho poezie pod názvem My z Leedsu v překladu a s komentářem Zdeňka Hrona.